# Вусач-стенокор

Вузькотіл (лат. Stenocorus Geoffroy, 1762) — рід жуків з родини Скрипунових.

## Види
В Україні поширені два види: 
- Вузькотіл південний — (Stenocorus meridianus Linnaeus, 1758)
- Вузькотіл кавказький — (Stenocorus insitivus (Germar, 1824))